# Kotówka (województwo kujawsko-pomorskie)
Kotówka – osada leśna w Polsce położona w województwie kujawsko-pomorskim, w powiecie świeckim, w gminie Jeżewo.
W latach 1975–1998 miejscowość należała administracyjnie do województwa bydgoskiego.